# Сякудзии (река)
Сякудзии (Сякудзии-Гава, Сякудзиигава; яп. 石神井川) — река в Японии, которая течёт через северо-западный сектор центрального Токио, Япония. Её исток находится в районе Хана-коганэй-минами-тё (Hana-koganei-minami-chō), в городе Кодайра. У Хорифунэ (Horifune), в районе Кита, впадает в реку Сумида.
Длина реки — 25 км. Правительством Японии категоризирована как река I класса.
Площадь водосборного бассейна — 61,6 км².
Название одного из специальных районов Токио — Итабаси — означает «деревянный мост», происходит от находившегося над рекой Сякудзии знаменитого деревянного пролёта. Мост был заменён современной структурой из железобетона.